# Les Contamines-Montjoie
Ne doit pas être confondu avec Les Contamines.
Pour les articles homonymes, voir Contamine et Montjoi.
Les Contamines-Montjoie (prononcé [lɛ kɔ̃.ta.min mɔ̃.ʒwa]) sont une commune française située dans le département de la Haute-Savoie, en région Auvergne-Rhône-Alpes.

## Géographie

### Localisation
Le village des Contamines-Montjoie, situé au pied du col du Joly, se trouve dans le val Montjoie, petite vallée orientée nord-sud. 
- à l'ouest,  la station de sports d'hiver des Contamines s'étend sur les flancs du mont Joly (2 525 m) et permet de rejoindre le domaine skiable de Hauteluce Val Joly par le col du Joly. Le sommet des pistes, situé sur les pentes de l'aiguille Croche, offre un panorama sur le massif du Mont-Blanc, la chaîne des Aravis et la vallée du Beaufortain ;
- au sud, une ancienne voie romaine mène au col du Bonhomme qui conduit au col du Petit-Saint-Bernard. Cette voie mène aussi au refuge de la Balme, au col de la Fenêtre et aux lacs Jovet.

Vues de la commune des Contamines-Montjoie
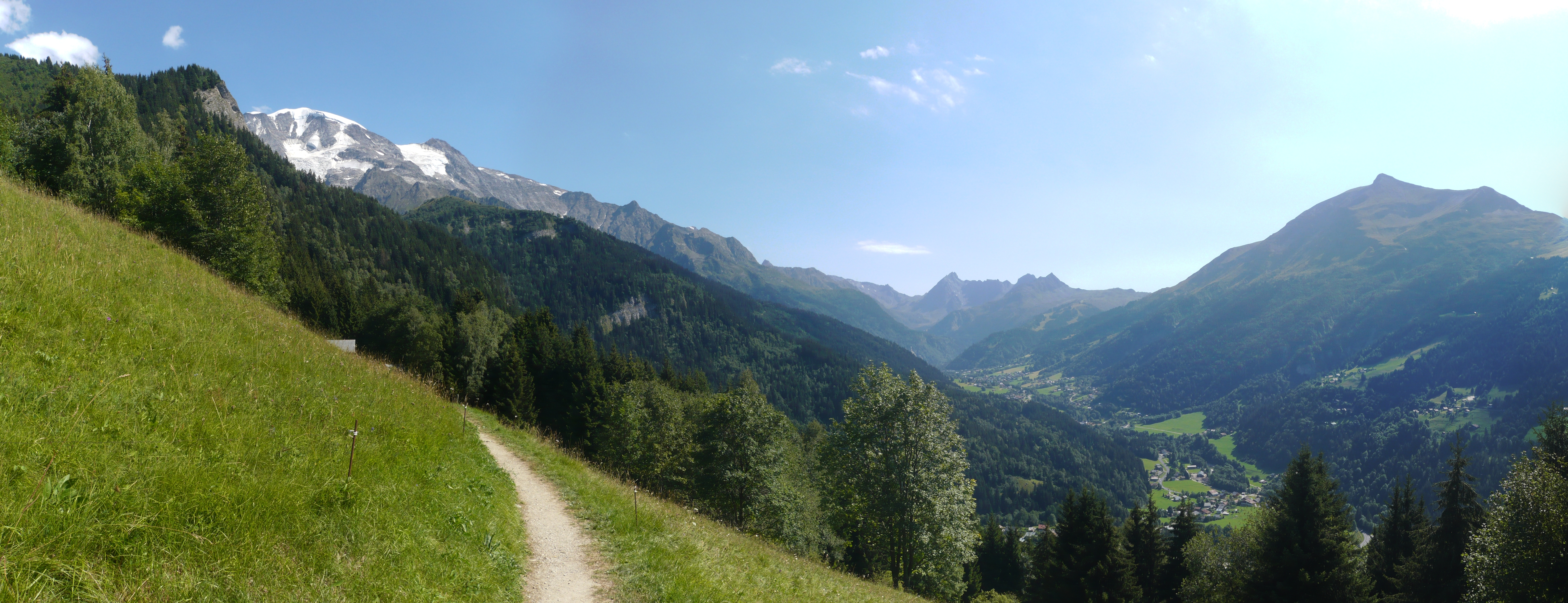
Vallée des Contamines-Montjoie, depuis le Cey. 2009.
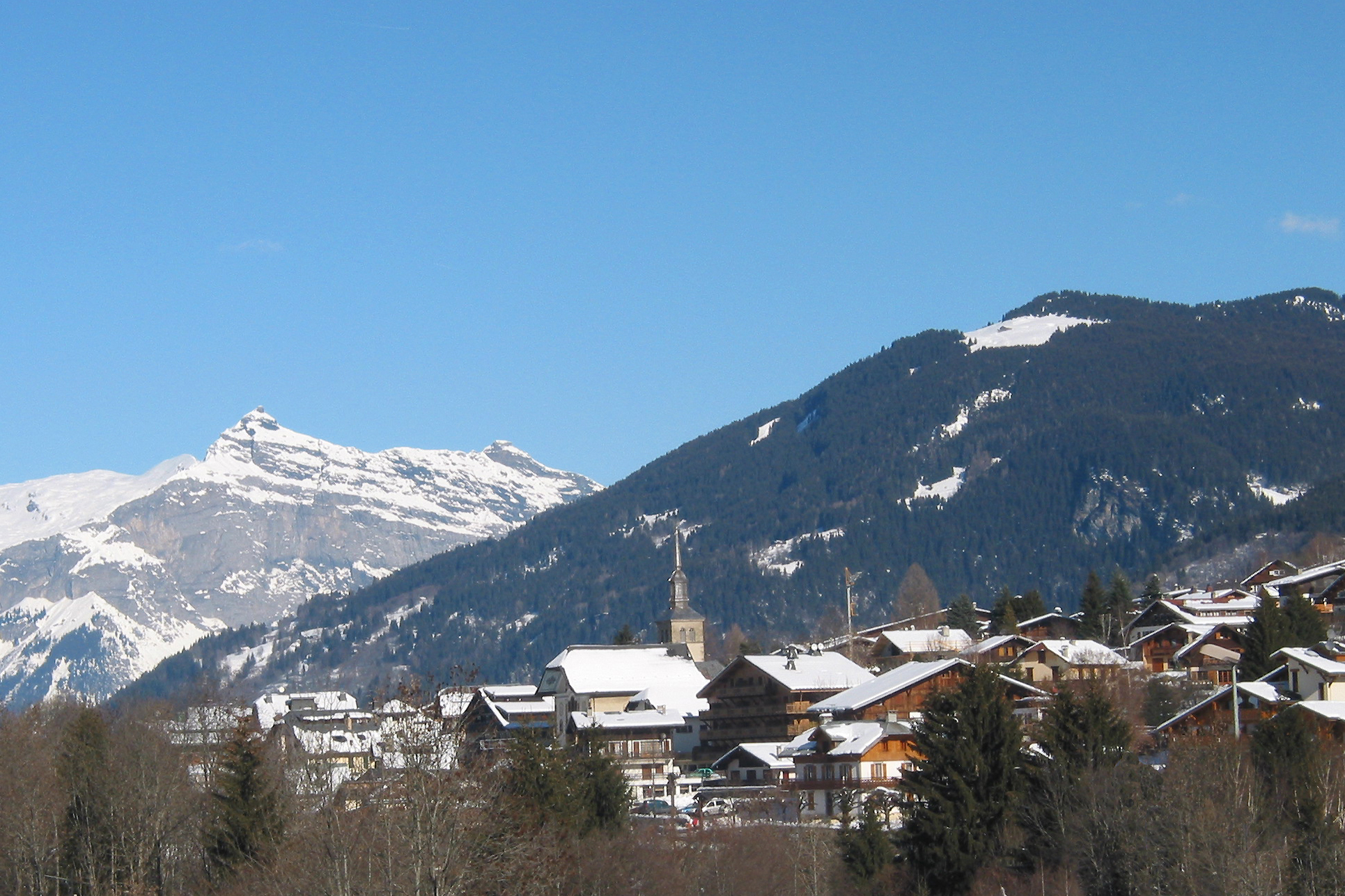
Village des Contamines-Montjoie. 2005.

L'accès se fait par Saint-Gervais-les-Bains.

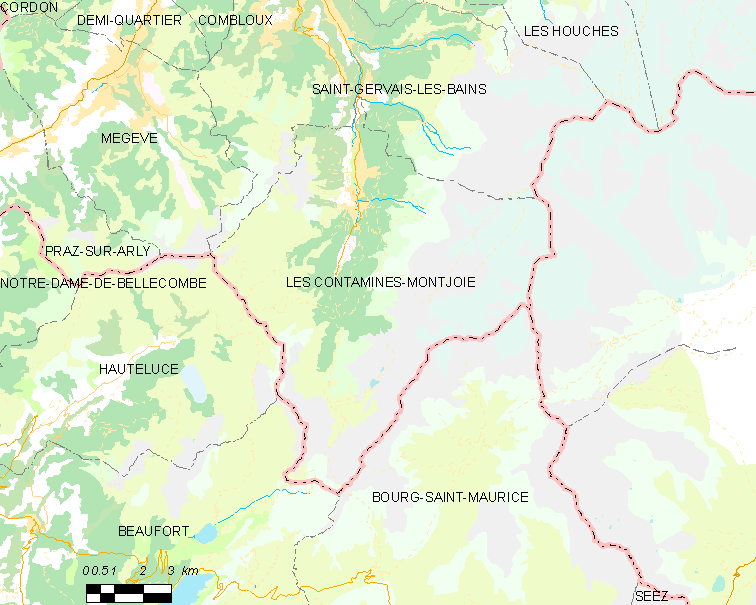
Les Contamines-Montjoie et les communes voisines.

### Hydrographie

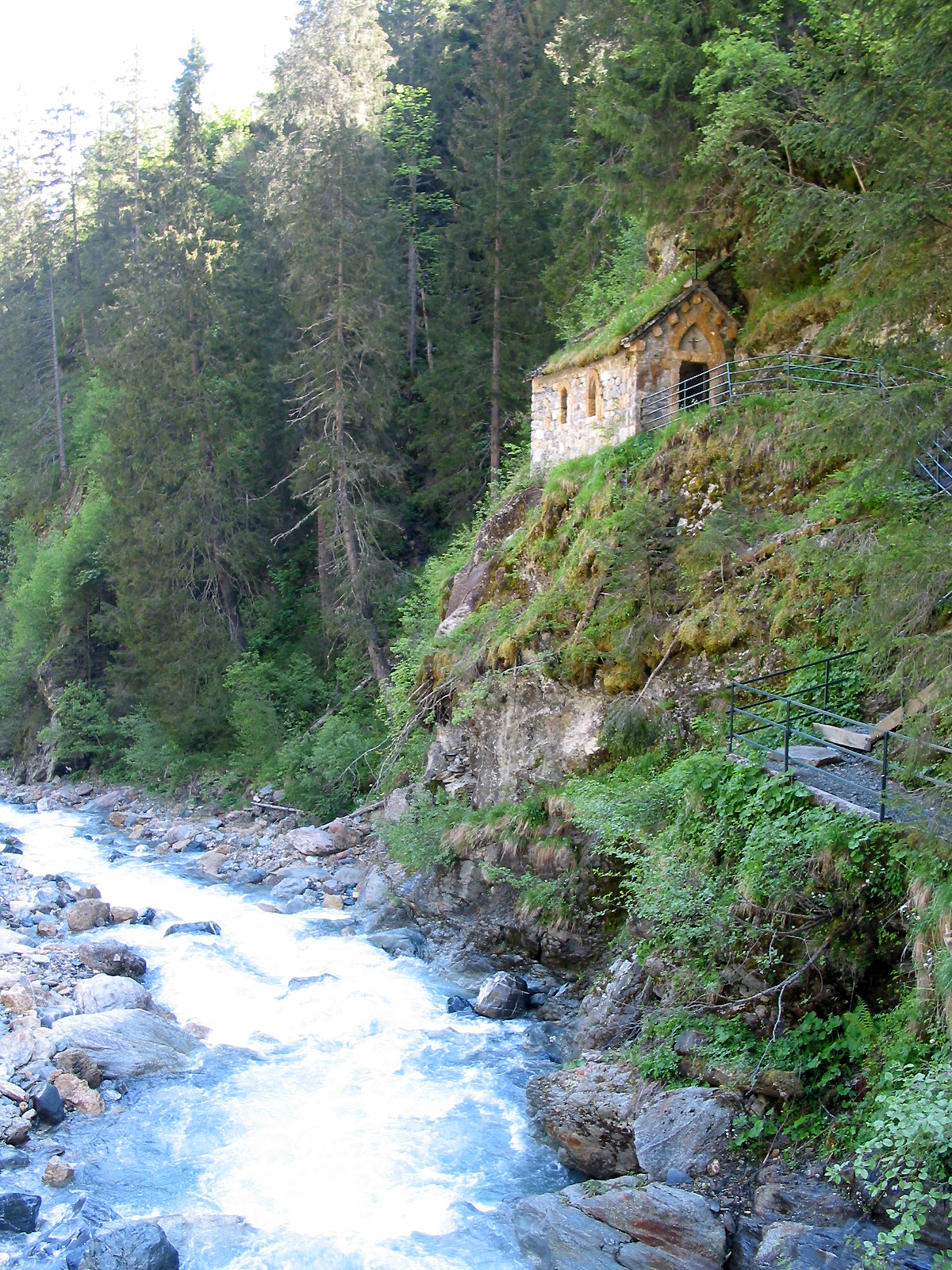
Le Bon Nant aux Contamines-Montjoie. 2004.

Le val Montjoie est drainée par le Bon Nant, qui rejoint l'Arve au Fayet, hameau de la commune voisine de Saint-Gervais-les-Bains. Ce torrent est alimenté d'une part par le glacier de Tré-la-Tête et d'autre part par le glacier d'Armancette situés à l'ouest du massif du Mont-Blanc. Ces glaciers soutiennent son débit estival. Par ailleurs de nombreux cours d'eau et cascades du flanc est du mont Joly vont au Bon Nant selon les précipitations pluvieuses de mai à novembre.
Une bonne partie des eaux du bassin versant de Tré-la-Tête échappe toutefois à la vallée, et par une galerie souterraine rejoint le bassin hydrographique du Beaufortain, avec le réservoir de la Girotte dont les eaux sont turbinées à la centrale de Belleville, puis dans une série d'autres centrales, puis enfin à la centrale hydroélectrique de La Bâthie, à 350 m d'altitude, à quelques kilomètres en amont d'Albertville.

### Paysages
L'orientation nord-sud de la vallée ne permet pas l'opposition entre l'adret et l'ubac si fréquente en montagne. Les différences d'altitude, de 1 000  à   1 900 m, influent sur différents étages végétaux. D'une part les étages montagnard et subalpin, sont représentés par des forêts majoritairement composées d'épicéas ou bien, à chaque fois que les pentes le permettent, de prairies pâturées par les troupeaux de vaches de race abondance. D'autre part, l'étage alpin laisse place à des rochers et à une végétation arbustive ou herbeuse appauvrie. Plus haut encore, au-delà de 2 800 m, et seulement sur le versant du massif du Mont-Blanc la longueur de l'enneigement n'offre plus que des paysages minéraux et quelques taches végétales très discontinues.

### Climat
Les Contamines-Montjoie, d'une altitude d'environ 1 170 m, se distinguent par un climat continental montagnard, avec une moyenne mensuelle allant de −8,9 °C en janvier à 11,2 °C en juillet. La commune est caractérisée par une humidité marquée — le total annuel des précipitations est de l'ordre de 1 580 mm — sachant que les mois les plus humides sont décembre et janvier, avec des précipitations neigeuses abondantes, suivis des mois de mai, juin et juillet, où les orages sont assez communs. La fin de l'été et le début de l’automne, d'août à octobre, sont relativement plus secs.

## Urbanisme

### Typologie
Au 1er janvier 2024, Les Contamines-Montjoie sont catégorisées bourg rural, selon la nouvelle grille communale de densité à sept niveaux définie par l'Insee en 2022.
Elle appartient à l'unité urbaine de Sallanches, une agglomération inter-départementale regroupant douze  communes, dont elle est une commune de la banlieue,,. La commune est en outre hors attraction des villes,.

### Occupation des sols
L'occupation des sols de la commune, telle qu'elle ressort de la base de données européenne d’occupation biophysique des sols Corine Land Cover (CLC), est marquée par l'importance des forêts et milieux semi-naturels (96 % en 2018), une proportion identique à celle de 1990 (96 %). La répartition détaillée en 2018 est la suivante : 
espaces ouverts, sans ou avec peu de végétation (47,5 %), milieux à végétation arbustive et/ou herbacée (28,9 %), forêts (19,6 %), zones urbanisées (2,3 %), prairies (1,1 %), espaces verts artificialisés, non agricoles (0,3 %), zones agricoles hétérogènes (0,3 %).
L'IGN met par ailleurs à disposition un outil en ligne permettant de comparer l’évolution dans le temps de l’occupation des sols de la commune (ou de territoires à des échelles différentes). Plusieurs époques sont accessibles sous forme de cartes ou photos aériennes : la carte de Cassini (XVIIIe siècle), la carte d'état-major (1820-1866) et la période actuelle (1950 à aujourd'hui).

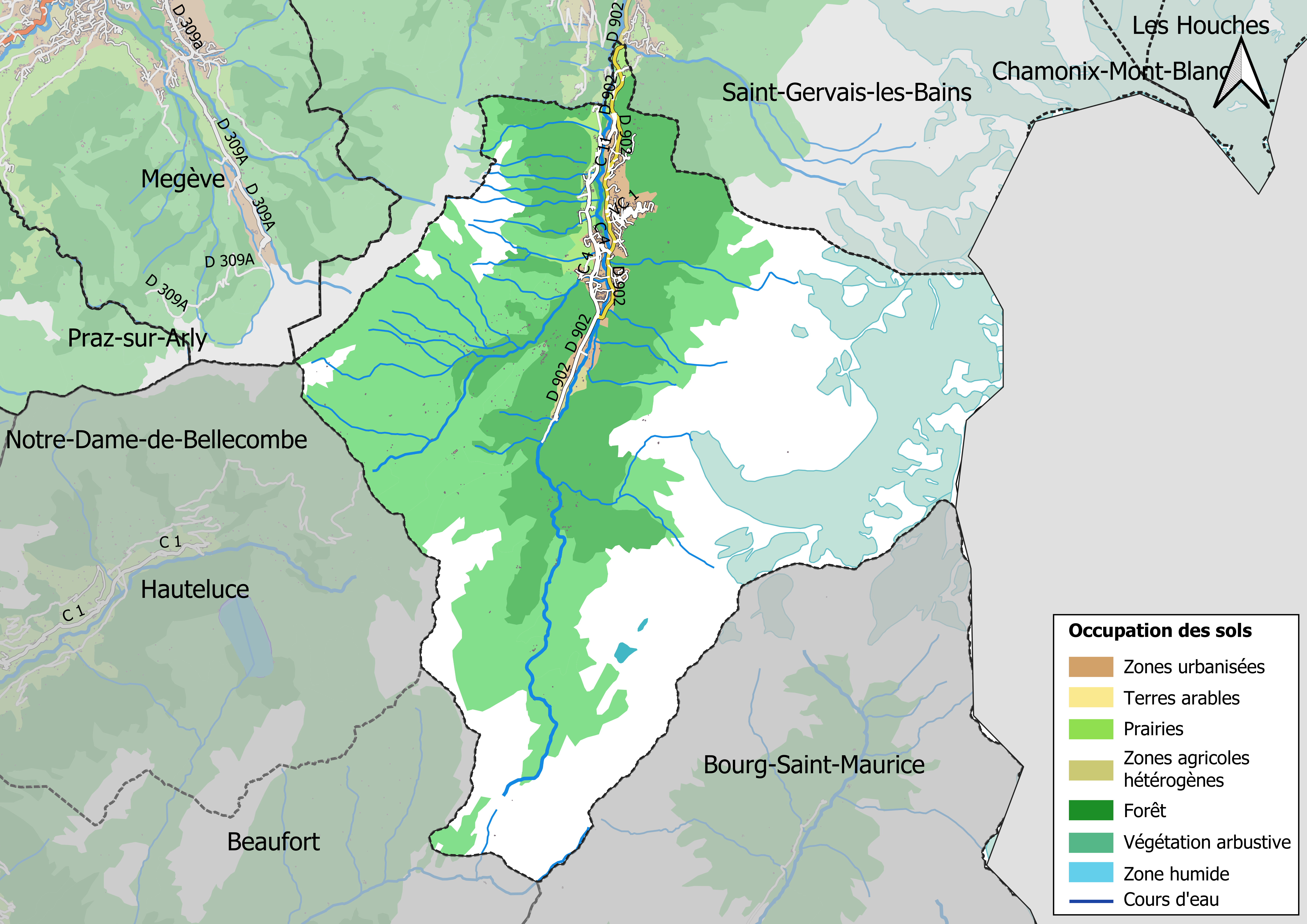
Carte des infrastructures et de l'occupation des sols en 2018 (CLC) de la commune.
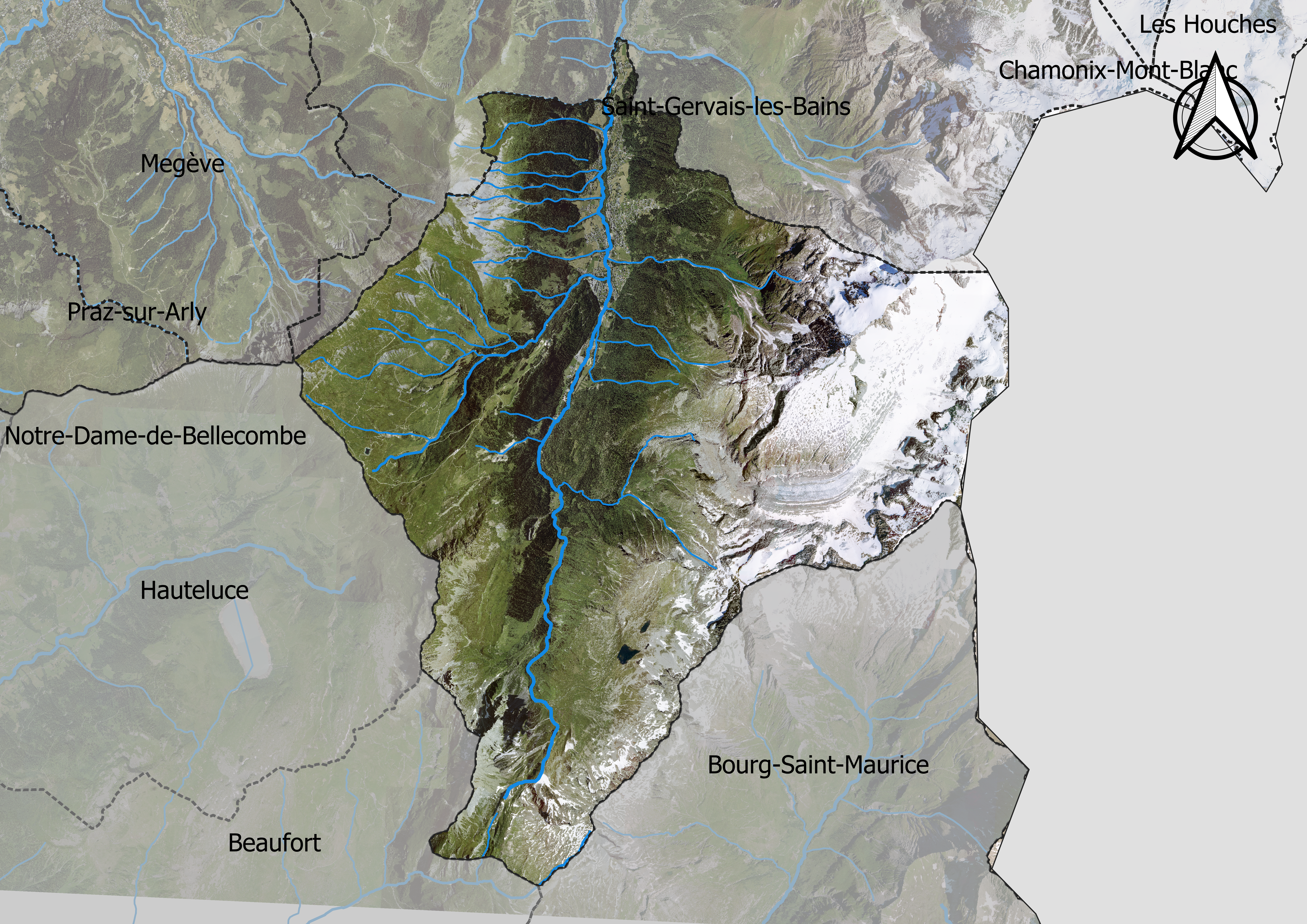
Carte orthophotogrammétrique de la commune.

### Lieux-dits, hameaux et écarts
Comme de nombreuses communes de montagne, le village des Contamines-Montjoie regroupe de nombreux hameaux et notamment :
- le Chef-Lieu
- le Baptieu
- la Berfière
- la Chovettaz
- le Cugnon
- le Champelet
- la Favière
- la Frasse
- les Hoches
- les Loyers
- le Nivorin
- le Molliex
- la Revenaz
- la Vy
- le Lay
- les Échenaz
- le Quy
- la Chapelle
- Tresse
- la Favière

Du fait du mitage, il devient difficile de discerner les limites de certains hameaux, notamment les Loyers, la Frasse, le Chef-Lieu…

### Projets d'aménagement
Différents projets de liaison entre le domaine skiable des Contamines-Hauteluce ont existé, notamment avec celui de Saint-Gervais via le Mont-Joly, celui de Megève-Cote 2000 via l'Aiguille Croche, ou celui des Saisies. Aucun de ces projets n'a abouti.

### Voies de communication et transports
La commune des Contamines-Montjoie est accessible, depuis la vallée de l'Arve, uniquement par la route départementale 902 ou route des Contamines. À partir de la plaine, elle est connectée au réseau national notamment par l'autoroute A40, dite « autoroute blanche » ou encore à partir des gares de Chedde, de Saint-Gervais-les-Bains-Le Fayet, située sur la Saint-Gervais-les-Bains-Le Fayet - Vallorcine ou encore de Sallanches - Combloux - Megève.
On peut également prendre l'une des compagnies aériennes de l'aéroport international de Genève Cointrin en Suisse (le plus proche, à 80 km), voire également l'Lyon-Saint-Exupéry (210 km) et rejoindre la commune par différents moyens de transports (taxi, bus, etc.).
La commune met en place un service gratuit de navettes de décembre à avril, permettant de se déplacer aux différents lieux-dits de son territoire.

## Toponymie
La commune se nommait jusqu'au décret du 26 septembre 1949 « Les Contamines », puis elle prit le nom de « Les Contamines-Montjoie ». On trouve au XIIIe siècle Contamina, puis au XVIIIe siècle Les Contamines,.
Le nom « Contamine » vient du nom latin condominium signifiant « terre indivise », ou « domaine commun », ou « terre faisant partie du domaine seigneurial et exempte de charges », ou « terre indivise entre deux propriétés nobles ».
Le nom de « montjoie » désigne un pilier en pierre érigé pour baliser un chemin ou « colline, hauteur ; tas de pierres ; monceau, tas, amas, quantité considérable »,. Il s'agit du nom de la seigneurie — mentionnée en 1288 sous la forme Mons Gaudii — recouvrant ce territoire, qui serait passé à la vallée (Valmonsjovis donnant « Valmonjoie »).
Le nom de Montjoie pourrait dériver également du germain mundgawi, désignant une « hauteur frontière avec poste militaire », que les copistes de la période médiévale écrivent sous la forme Mons Gaudii. Montjoie se trouve en effet entre le Faucigny et le Beaufortain.
En francoprovençal, le nom de la commune s'écrit Lé Kontamnè-Monzhoué, selon la graphie de Conflans. Les anciens prononçaient « Contam'na ».
Ses habitants sont appelés les Contaminards.

## Histoire

### Préhistoire
Le Val Montjoie a probablement été  habité depuis 3000 av. J.-C. On a en effet trouvé des outils de silex au-dessus du Truc[réf. nécessaire], qui doivent dater du Néolithique récent (2000 à 3000 ans av. J.-C.). L'analyse des pollens atteste la présence d'une agriculture céréalière entre 2700 et 2300 ans av. J.-C.[réf. nécessaire].
Les premières traces du village des Contamines pourraient remonter au VIIIe siècle av. J.-C./VIIe siècle av. J.-C., à l'époque des Ceutrons, qui occupent le Haut-Faucigny.

### Antiquité

Représentation de la « voie romaine », de 1843.

À l'époque antique, une voie romaine reliait Genava à Augusta Pretoria en remontant la vallée de l'Arve. L'Arve était naviguée par des bateaux à faible tirants d'eau jusqu'à hauteur de Thyez. Là se trouvait un vicus pourvu d'un embarcadère sur l'Arve. Une voie de passage (ancien chemin romain de Notre-Dame-de-la-Gorge) entre Aime et Martigny (Octodurus), aurait pu être aménagée au Ier siècle. À partir du IIIe siècle les deux provinces romaines des Alpes grées (la Tarentaise), de capitale Aime, et des Alpes pennines (de capitale Martigny) sont fusionnées. La voie, aurait traversé Passy, Servoz et le col de la Forclaz du Prarion (Borne romaine). Elle franchissait ensuite le chemin romain de Notre-Dame-de-la-Gorge, le col du Bonhomme, atteignait le refuge de la Croix du Bonhomme puis rejoignait  via Bourg-Saint-Maurice, l'Alpis Graia (col du petit Saint-Bernard ou Aime),.

### Moyen Âge
Édifié au XIIe siècle, le château de Contamines dit de Montjoie ou encore château de Béatrice de Faucigny est mentionné en 1277 en tant que castrum. Il appartenait à la  maison de Faucigny et constituait l'une des neuf châtellenies du Faucigny. La princesse Béatrice de Faucigny y demeura. Ses albergements (de 1287 à 1307) permettront aux paysans des Contamines d’acquérir certaines montagnes. On lui doit cette devise : « Montjoie est ma joie ». Le châtelain résidait aux Contamines. Les armes de « Montjoie » portent le lion d’or en champ d’azur.
En 1355 le Val Montjoie cesse d'être le bastion avancé du Faucigny et rejoint le comté de Savoie. La disparition de la frontière laisse à l'abandon le château des Contamines. Le pouvoir, qui devient essentiellement économique, se déplace vers Saint-Gervais (château de la Comtesse). À cette date le Faucigny, par le traité de Paris (1355) est rattaché, à la principauté savoyarde.

### Temps modernes

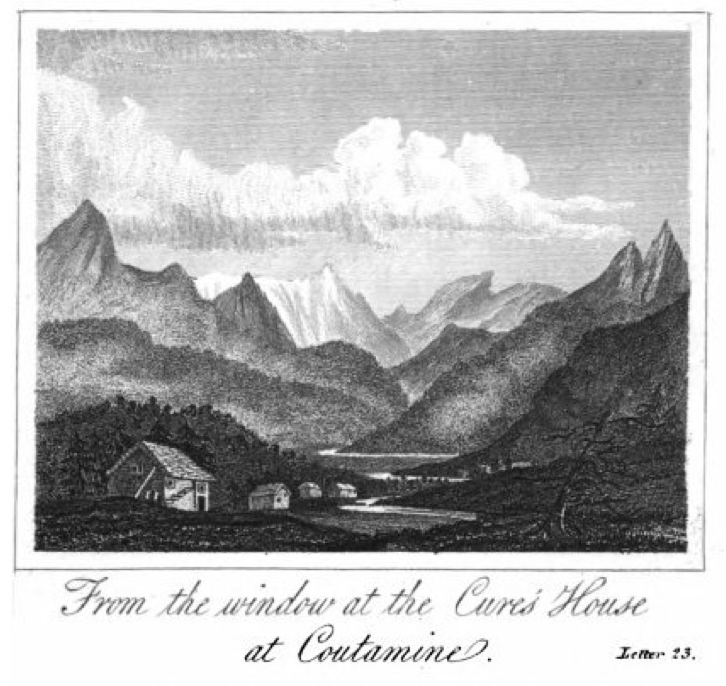
Gravure depuis la cure des Contamines-Montjoie (environ 1827).

En 1758, sur les ruines du château, une nouvelle église est construite. L'une des tours du château a été utilisée pour la construction du clocher.

### Époque moderne
Le traité de Turin officialise en 1860 l'annexion de la Savoie à la France. Cependant la commune des Contamines fera partie d'une zone franche jusqu'en 1923.

#### Chronologie
- 1760 : naissance d'une paroisse indépendante de Saint-Nicolas-de-Véroce ;
- 1850 : création de la compagnie des guides ;
- 1852 : importante avalanche sur le glacier d'Armancette ;
- 1900 : ouverture des premiers hôtels ;
- 1911 : création du ski club ;
- 1937 : mise en place du premier remonte-pente aux Loyers ;
- 1952 : inauguration du site récréatif « L'Étape », au lieu-dit les Tappes ;
- 2014 : En décembre une avalanche emporte 2 frères jumeaux.
- 2021 : Le 10 décembre une très importante coulée de neige s'engouffre dans le nant d'Armancette s'arrêtant à quelques mètres des premières habitations.
- 2023 : Le 9 avril une avalanche s'est produite sur le glacier d'Armancette emportant 14 skieurs et tuant 6 personnes dont 2 guides de haute-montagne.

## Politique et administration

### Découpage territorial
Depuis le redécoupage cantonal de 2014, la  commune est intégrée au canton du Mont-Blanc, avec Les Houches, Passy, Saint-Gervais-les-Bains, Servoz et Vallorcine. Le bureau centralisateur se trouve à Passy.
Anciennement rattachée au syndicat mixte du Pays du Mont-Blanc (regroupant initialement 14 communes), elle est depuis 2013 membre de la communauté de communes Pays du Mont-Blanc (CCPMB) regroupant dix communes, avec Combloux, Cordon, Demi-Quartier, Domancy, Megève, Passy, Praz-sur-Arly, Saint-Gervais-les-Bains et Sallanches (les quatre autres communes ont formé la communauté de communes de la vallée de Chamonix Mont-Blanc).
Les Contamines-Montjoie relèvent de l'arrondissement de Bonneville et de la sixième circonscription de la Haute-Savoie (créée en 2009).

### Liste des maires
| Période                                  | Période  | Identité           | Étiquette | Qualité |
| ---------------------------------------- | -------- | ------------------ | --------- | --- |
| Les données manquantes sont à compléter. |          |                    |           | |
| 1971                                     | 1983     | Serge Sautelli     |           | |
| 1983                                     | 2001     | Bernard Chevallier |           | ancien président de la FFS, ancien directeur du Syndicat national des moniteurs du ski français                |
| 2001                                     | 2008     | Valérie Horellou   | ...       | ... |
| 2008                                     | 2014     | Jean-Louis Mollard |           | Agriculteur |
| 2014                                     | 2020     | Étienne Jacquet    | DVD       | Gérant de société, vice-président de la communauté de communes des pays du Mont-blanc, vice-président du SM3A. |
| 2020                                     | En cours | François Barbier   |           | |
| Les données manquantes sont à compléter. |          |                    |           | |

### Jumelages
Un comité de jumelage avec Névez, dans le Finistère, est mis en place en 2000[réf. nécessaire] ; il est relancé fin 2024.

## Équipements et services publics

### Espaces publics
En 2014, la commune obtient le niveau « deux fleurs » au concours des villes et villages fleuris. Elle obtient la troisième fleur en 2019.

## Population et société

### Démographie
L'évolution du nombre d'habitants est connue à travers les recensements de la population effectués dans la commune depuis 1793. Pour les communes de moins de 10 000 habitants, une enquête de recensement portant sur toute la population est réalisée tous les cinq ans, les populations de référence des années intermédiaires étant quant à elles estimées par interpolation ou extrapolation. Pour la commune, le premier recensement exhaustif entrant dans le cadre du nouveau dispositif a été réalisé en 2004.

En 2022, la commune comptait 1 083 habitants, en évolution de −9,22 % par rapport à 2016 (Haute-Savoie : +6,01 %, France hors Mayotte : +2,11 %).
| 1793 | 1800 | 1806 | 1822 | 1838 | 1848 | 1858 | 1861 | 1866 |
| ---- | ---- | ---- | ---- | ---- | ---- | ---- | ---- | ---- |
| 879  | 879  | 892  | 865  | 856  | 840  | 716  | 684  | 670  |

| 1872 | 1876 | 1881 | 1886 | 1891 | 1896 | 1901 | 1906 | 1911 |
| ---- | ---- | ---- | ---- | ---- | ---- | ---- | ---- | ---- |
| 672  | 670  | 700  | 651  | 630  | 641  | 651  | 635  | 605  |

| 1921 | 1926 | 1931 | 1936 | 1946 | 1954 | 1962 | 1968 | 1975 |
| ---- | ---- | ---- | ---- | ---- | ---- | ---- | ---- | ---- |
| 572  | 569  | 574  | 570  | 615  | 726  | 753  | 909  | 853  |

| 1982  | 1990 | 1999  | 2004  | 2006  | 2009  | 2014  | 2019  | 2022  |
| ----- | ---- | ----- | ----- | ----- | ----- | ----- | ----- | ----- |
| 1 027 | 994  | 1 129 | 1 125 | 1 182 | 1 189 | 1 204 | 1 118 | 1 083 |

### Manifestations culturelles et festivités
Le plat traditionnel des Contaminards est le farcement, servi exclusivement le dimanche, composé de pomme de terre et de lard.

### Sports
Les championnats du monde juniors de télémark de 2016 se sont déroulés aux Contamines.
Les championnats de France de ski de fond et de biathlon s’y dérouleront en mars 2020.
Le village est un ravitaillement sur l'Ultra-Trail du Mont-Blanc et les Traces des Ducs de Savoie chaque été à la fin du mois d'août.

#### Domaine skiable

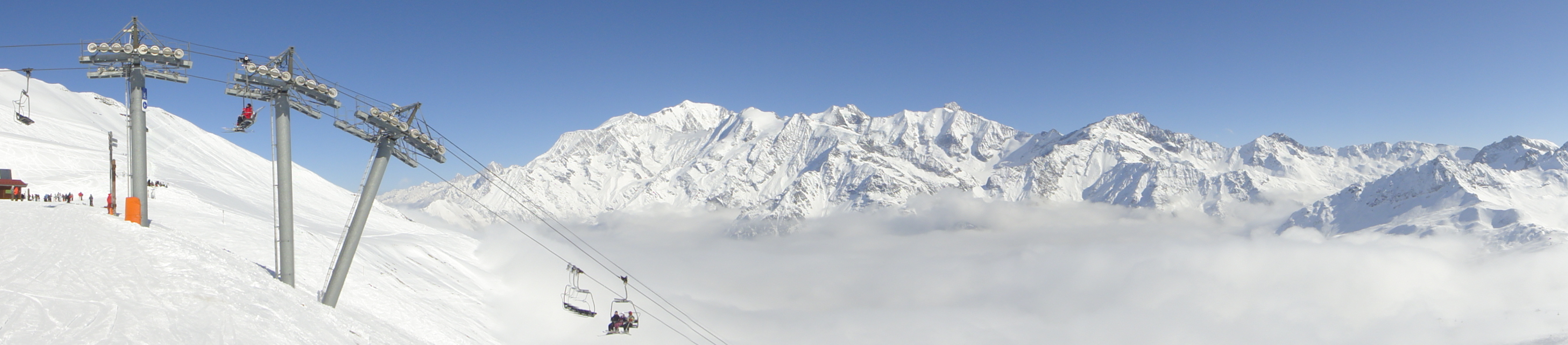
Le télésiège des Tierces et vue sur le massif du mont Blanc.

Le domaine skiable des Contamines comporte 48 pistes entre 1 200 mètres proche du village et 2 500 mètres d'altitude à l'Aiguille Croche.
Ce domaine est partagé en cinq secteurs : Village, Montjoie, Roselette, Tierces et enfin celui Hauteluce - Val Joly, ce dernier étant situé sur la commune de Hauteluce. Plusieurs lieux sont des passages principaux qui permettent de desservir tous les secteurs : l'Étape, le Signal, Jonction et la Ruelle.
La station dispose d'un domaine nordique comportant pistes de fond, pas de tir et tremplins. Ses équipements permettent la pratique estivale du ski nordique.

#### Alpinisme
Parmi les sommets les plus connus, dont l'ascension est proposée en particulier par la Compagnie des guides de Saint-Gervais depuis qu'elle a intégrée l'ancien bureau des guides des Contamines  et accessibles en particulier depuis les refuges de Trés-la-tete, des conscrits,on peut citer en particulier :
- Les Dômes de Miage
- Le Mont Tondu
- L'aiguille de la Bérangère[49]
- L'aiguille de Tré-la-Tête

### Médias
La commune est couverte par des antennes locales de radios dont France Bleu Pays de Savoie, ODS Radio, Radio Mont-Blanc, La Radio Plus ou encore Radio Giffre… Enfin, la chaîne de télévision locale TV8 Mont-Blanc diffuse des émissions sur les pays de Savoie. Régulièrement l'émission La Place du village expose la vie locale. France 3 et sa station régionale France 3 Alpes, peuvent parfois relater les faits de vie de la commune. La presse écrite locale est représentée par des titres comme Le Dauphiné libéré, L'Essor savoyard, Le Messager - édition Faucigny, le Courrier savoyard, ou l'édition locale Le Faucigny.

## Économie

### Tourisme
En 2014, la capacité d'accueil de la commune et de sa station, estimée par l'organisme Savoie-Mont-Blanc, est de 15 931 lits touristiques répartis dans 2 728 établissements. Les hébergements se répartissent comme suit : 386 meublés ; 3 résidences de tourisme ; 6 hôtels ;  3 structures d'hôtellerie de plein air ; 6 centres ou villages de vacances/auberges de jeunesse ; 8 refuges ou gîtes d'étape et une chambre d'hôtes.

### Agriculture
Le territoire des Contamines-Montjoie est dans l'aire de production de quatre fromages AOP :
- Abondance[51]
- Beaufort[52] (uniquement quelques parcelles d'alpage en limite de la commune d'Hauteluce)
- Chevrotin[53] (bien qu'il n'y ai en 2024 aucun producteur de ce fromage sur la commune)
- Reblochon[54]

De plus, la commune des Contamines est dans les aires de production de plusieurs IGP :
- Tomme de Savoie
- Raclette de Savoie
- Gruyère

Il y a également sur le territoire l’Indication Géographique de la boisson spiritueuse Génépi des Alpes.

## Culture locale et patrimoine

### Lieux et monuments
La commune compte un monument inscrit à l'inventaire des monuments historiques, mais pas d'autre lieu répertorié à l'inventaire général du patrimoine culturel. La commune ne dispose d'aucun objet répertorié à l'inventaire général du patrimoine culturel.
La commune compte deux églises qui sont de belles illustrations de ce style flamboyant. L'église Notre-Dame-de-la-Gorge est inscrite à l'inventaire des monuments historiques depuis le 22 juin 2015 et renferme quatre objets répertoriés à l'inventaire des monuments historiques. La seconde, située au centre du village, est dédiée à la Sainte-Trinité et possède une belle statue de saint Jacques le Majeur.

Panorama du patrimoine :
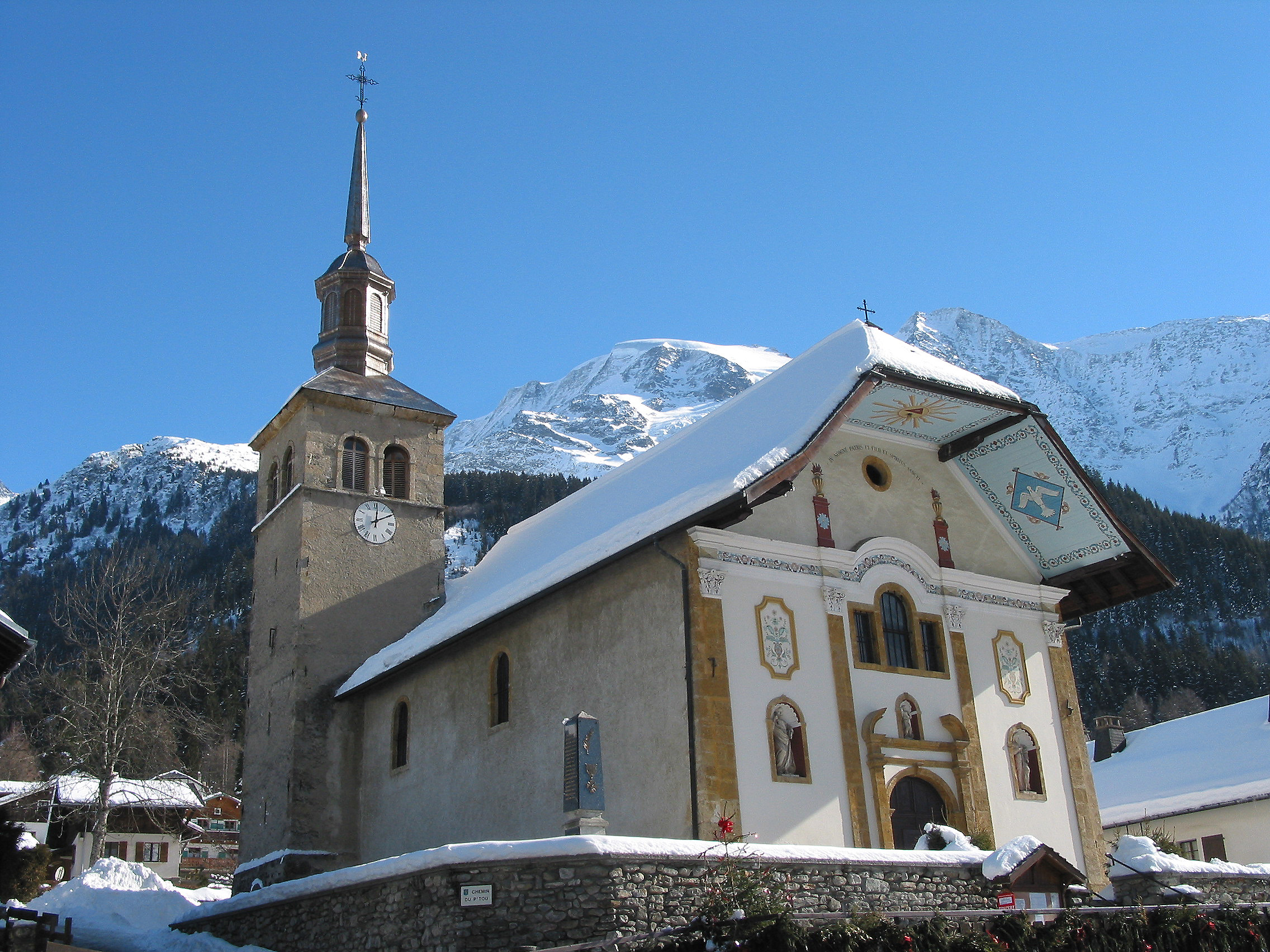
L'église baroque de la Sainte-Trinité (1759).
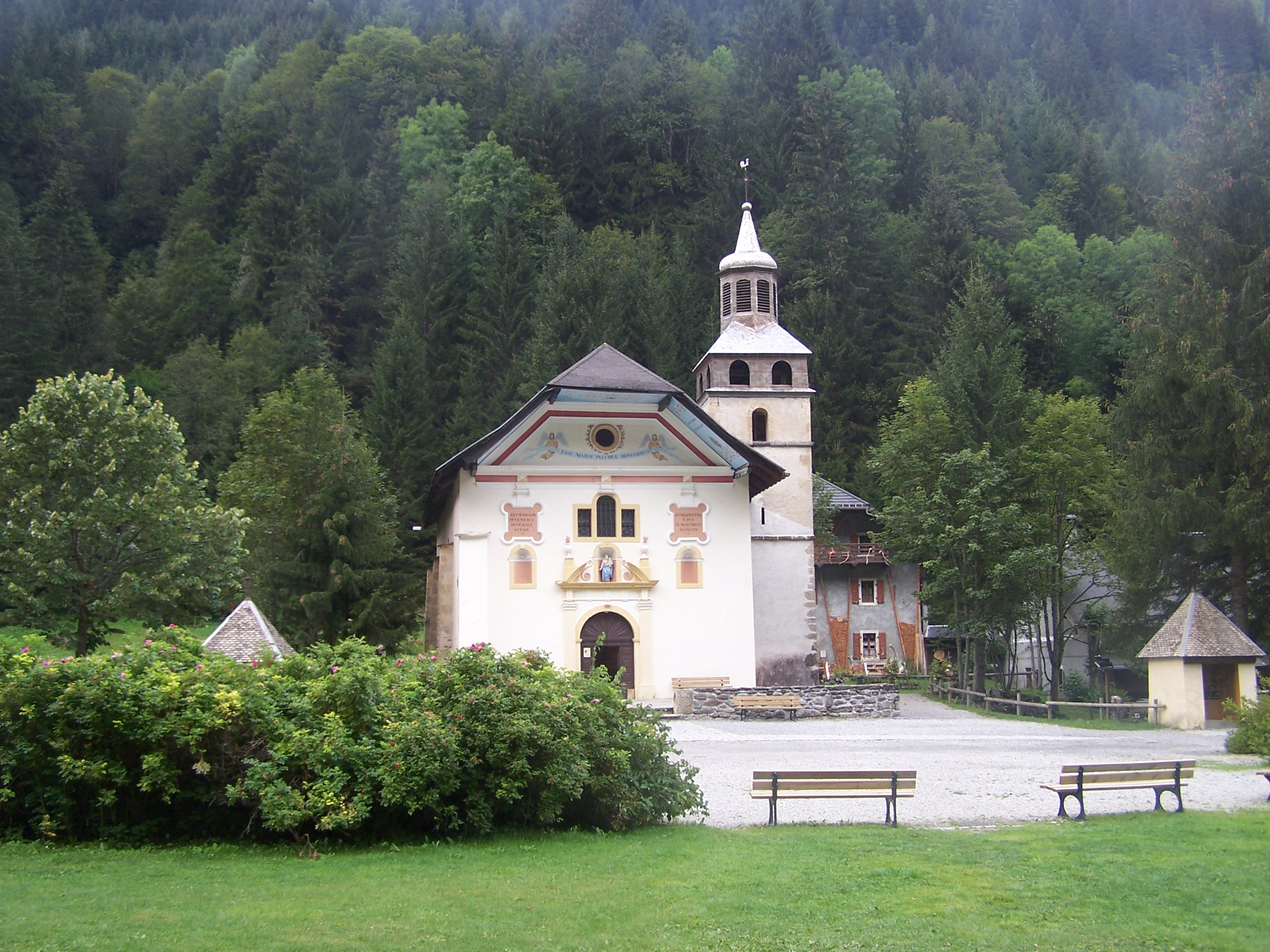
L'église de Notre-Dame-de-la-Gorge.
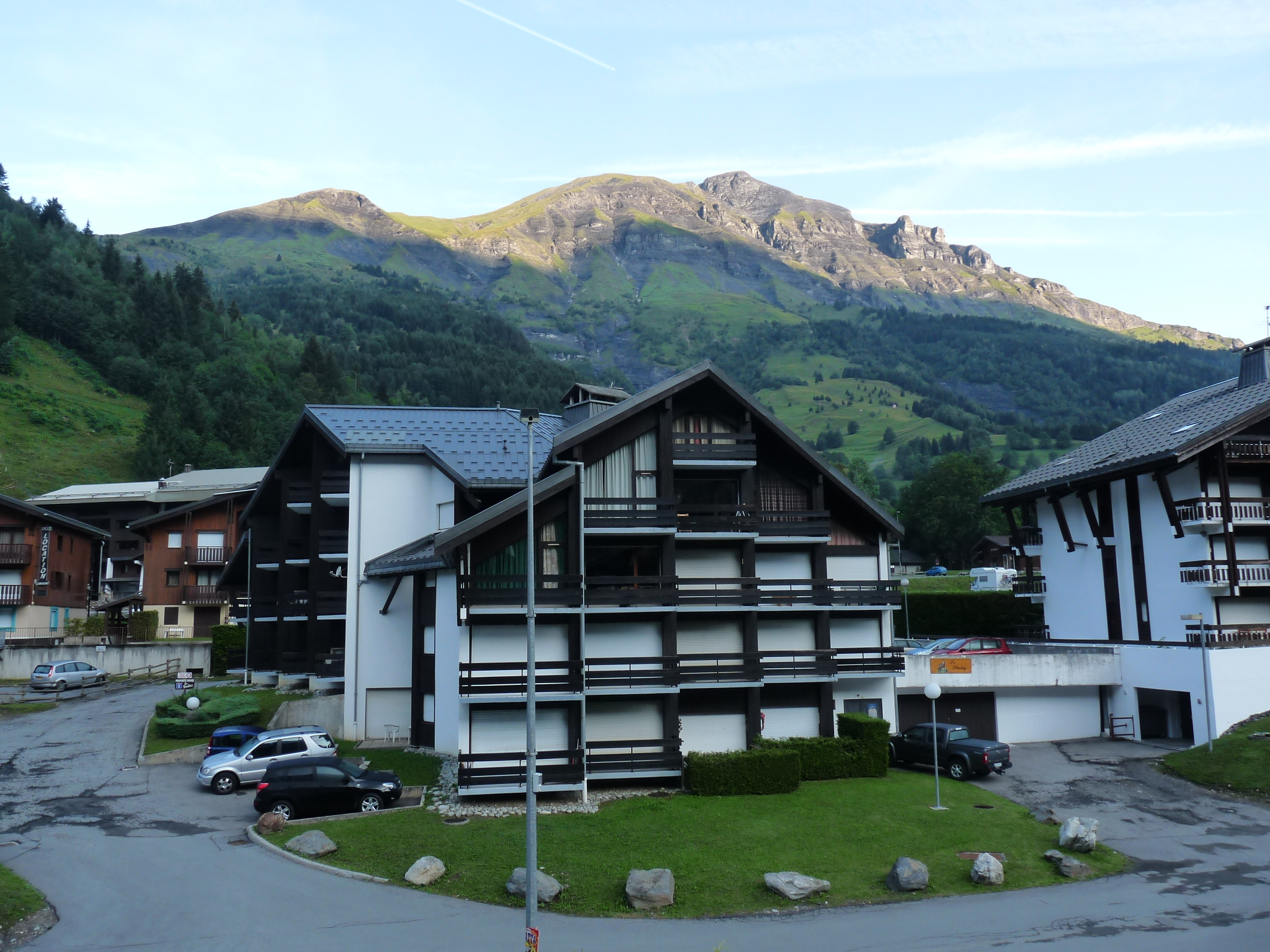
Le mont Joly depuis le hameau du Lay.

- Château de Montjoie, siège d'une châtellenie

#### Patrimoine naturel
- La réserve naturelle des Contamines-Montjoie, d'une superficie de 55 km2, créée en 1979.

#### Patrimoine culturel
- Maison de la Réserve naturelle.

### Personnalités liées à la commune
- Alexis Bouvard (1767-1843), astronome ayant contribué à la découverte de Neptune ; originaire du hameau des Hoches[61].
- Samivel (1907-1992), écrivain, poète, aquarelliste ; résident des Contamines[62].
- André Simond, (1929-1999), skieur alpin, aux jeux olympiques de 1956.
- Régis Rey (1929-), sauteur à ski, aux jeux olympiques de 1952 et 1956.
- Robert Rey (1934-), sauteur à ski, aux jeux olympiques de 1960.
- François Bonlieu (1937-1973), skieur, champion olympique de slalom géant en 1964 ; fut membre du ski-club des Contamines[63], le stade de slalom des Contamines porte son nom[64].
- Patrice Dominguez (1950-2015), joueur de tennis ; directeur du club de tennis des Contamines[65], la base de loisir des Contamines porte son nom.
- Jean-Christophe Simond (1960-), patineur, octuple champion de France et vice-champion d'Europe 1981-1982[66], la patinoire des Contamines porte son nom.
- Cendrine Dominguez (1962-), animatrice de télévision ; conseillère municipale, élue le 16 mars 2008[67],[68].
- Christophe Barbier (1967-), originaire de la commune, journaliste, directeur de la rédaction de L'Express depuis août 2006[69].
- Didier Mollard (1969-), sauteur à ski, aux Jeux olympiques de 1988, 1992 et 1994 ; conseiller municipal, élu le 9 mars 2008[70],[68].
- Ludovic Roux (1979-), skieur spécialiste du combiné nordique, médaillé de bronze par équipe aux Jeux olympiques d'hiver de 1998 à Nagano en 1998[71],[72].
- Magda Mattel (1980-), skieuse spécialiste de descente et super-G[71],[73].
- Marie Marchand-Arvier (1985-), skieuse spécialiste de descente, médaille d'argent du championnat du monde de descente de Val d'Isère en 2009[71],[74], aux Jeux olympiques de 2006, 2010 et 2014.
- Antoine Bouvier, (1986-), skieur spécialiste du télémark[75],[76], vainqueur de la coupe du monde 2013 de télémark en sprint parallèle.
- Nicolas Martin, (1989-), skieur spécialiste du combiné nordique[77].
- Nicolas Raffort, (1991-), skieur spécialiste de descente, super-G et ski cross.
- Coline Mattel, (1995-), sauteuse à ski, championne du monde junior 2011, médaille de bronze au championnat du monde d'Oslo en 2011[78], troisième de la coupe du monde 2013, médaillée de bronze aux Jeux olympiques de Sotchi en 2014.
- Anouck Errard, (1999-), skieuse spécialiste de descente et super-G[79].

### Héraldique
| Blason des Contamines-Montjoie | Les armes des Contamines-Montjoie se blasonnent ainsi : D'azur au lion d'or. |